# Runstedt (Helmstedt)
Runstedt war eine Gemeinde im Landkreis Helmstedt in Niedersachsen. Sie befand sich etwa drei Kilometer östlich von Wolsdorf und musste dem Braunkohletagebau im Helmstedter Revier weichen. Zu ihr gehörte auch der einen Kilometer südöstlich des Dorfes Runstedt gelegene Wohnplatz Trendelbusch.

## Geschichte
Im Mittelalter befand sich hier ein Festes Haus, welches Stammsitz der sich danach benennenden Adelsfamilie von Rundstedt war.
Von 1958 bis 1968 erfolgte der Abriss des Dorfes, weil es sich auf abzubauender Kohle befand. Am 1. April 1960 wurde das Dorf Runstedt in die Stadt Helmstedt eingemeindet. 1964 entstand der Film Runstedt – Dorf auf Kohle, im selben Jahr wurde die Kirche abgerissen. Am 24. Oktober 1972 wurde mit der Mühle das letzte Gebäude von Runstedt abgerissen.
2009 wurde ein Gedenkstein zur Erinnerung an das ehemalige Dorf eingeweiht. Informationen zu Runstedt finden sich heute im Heimatmuseum in Reinsdorf.
Erwägungen, Runstedt an einem neuen Standort nördlich von Neu Büddenstedt oder im Bereich Wolsdorf/Frellstedt wieder zu errichten, wurden nicht umgesetzt.

### Einwohner
| Jahr      | 1910 | 1925 | 1933 | 1939 |
| --------- | ---- | ---- | ---- | ---- |
| Einwohner | 1058 | 877  | 735  | 703  |

## Infrastruktur

### Kirche
Die Mehrzahl der Einwohner und die Kirche waren evangelisch-lutherisch. Die kleine Kirche befand sich in der Ortsmitte, sie wurde 1822 errichtet und verfügte über einen Dachreiter. 1960 wurde die Kirchengemeinde Runstedt aus dem Pfarrverband Wolsdorf herausgenommen und um ein Teilgebiet der Stadt Helmstedt erweitert, aus ihr entstand in den 1960er Jahren die Kirchengemeinde St. Thomas in Helmstedt. Am 14. Juni 1964 fand in der Runstedter Kirche der letzte Gottesdienst statt, und noch im gleichen Jahr wurde sie abgerissen. Die ebenfalls aus dem Jahr 1822 stammende Bronzeglocke fand einen neuen Platz in der Kirche St. Marienberg in Helmstedt.
Die nächstliegenden katholischen Kirchen befanden sich in Wolsdorf (seit 1914) und Helmstedt.